# Comuna Berlinți, Briceni
Comuna Berlinți este o comună din raionul Briceni, Republica Moldova. Este formată din satele Berlinți (sat-reședință) și Caracușenii Noi.

## Demografie
Conform datelor recensământului din 2014, comuna are o populație de 1.913 locuitori. La recensământul din 2004 erau 2.105 locuitori.

## Administrație și politică
Componența Consiliului local Berlinți (11 consilieri), ales la 5 noiembrie 2023, este următoarea:
|  | Partid                                       | Consilieri | Componență | Componență | Componență | Componență | Componență | Componență | Componență | Componență | Componență |
|  | -------------------------------------------- | ---------- | ---------- | ---------- | ---------- | ---------- | ---------- | ---------- | ---------- | ---------- | ---------- |
|  | Partidul Socialiștilor din Republica Moldova | 9          |            |            |            |            |            |            |            |            |            |
|  | Candidat independent GHENNADII BURLACA       | 1          |            |            |            |            |            |            |            |            |            |
|  | Partidul Acțiune și Solidaritate             | 1          |            |            |            |            |            |            |            |            |            |